# Vincenzo Galioto
Vincenzo Galioto (Palermo, 7 febbraio 1955) è un politico italiano.

## Biografia
Nasce in una influente famiglia dell’alta borghesia siciliana originaria di Bagheria e di estrazione liberale. Suo nonno paterno fu Michelangelo Galioto, eletto deputato all'Assemblea Costituente nel 1946.
Laureato in medicina nel 1980 all'Università di Palermo, si specializza in odontonstomatologia. È stato segretario provinciale dell'ANAAO.
Già presidente dell'Amia S.p.A., l'azienda comunale palermitana preposta allo smaltimento dei rifiuti solidi urbani, è eletto senatore nelle file del Popolo della Libertà in occasione delle elezioni politiche del 2008.
Dopo la sua assenza a una votazione sulla fiducia al Governo Berlusconi IV, il 16 dicembre 2010 passa all'UdC. Termina il proprio mandato parlamentare nel 2013.